# Maintenance Area District
 (juin 2020).
Le Maintenance Area District est un district historique du comté d'Edmonson, dans le Kentucky, aux États-Unis. Protégé au sein du parc national de Mammoth Cave, il a été construit par le Civilian Conservation Corps dans le style rustique du National Park Service entre 1939 et 1941. Il est inscrit au Registre national des lieux historiques depuis le 8 mai 1991.